# Stefan Jansen
Stefan Jansen (Veghel, 4 juli 1972) is een voormalig Nederlands profvoetballer die speelde als aanvaller bij verschillende clubs in Nederland, Oostenrijk en Italië.
In januari 2007 heeft Jansen zijn contract ontbonden bij FC Zwolle en besloot hij te gaan spelen voor de amateurs van Schijndel.

## Carrièrestatistieken
| Seizoen | Club               | Land       | Competitie     | Wed. | Goals |
| ------- | ------------------ | ---------- | -------------- | ---- | ----- |
| 1990/91 | Roda JC            | Nederland  | Eredivisie     | 12   | 1     |
| 1991/92 | Roda JC            | Nederland  | Eredivisie     | 6    | 1     |
| 1992/93 | Roda JC            | Nederland  | Eredivisie     | 26   | 6     |
| 1993/94 | FC Den Bosch       | Nederland  | Eerste divisie | 33   | 14    |
| 1994/95 | FC Den Bosch       | Nederland  | Eerste divisie | 6    | 5     |
| 1994/95 | Cambuur Leeuwarden | Nederland  | Eerste divisie | 24   | 4     |
| 1995/96 | Cambuur Leeuwarden | Nederland  | Eerste divisie | 30   | 4     |
| 1996/97 | Salernitana        | Italië     | Serie B        | 16   | 1     |
| 1996/97 | → Isolaverde       | Italië     | Serie C1       | 0    | 0     |
| 1997/98 | Salernitana        | Italië     | Serie B        | 0    | 0     |
| 1997/98 | → FC Potenza       | Italië     | Eccellenza     | 0    | 0     |
| 1998/99 | TOP Oss            | Nederland  | Eerste divisie | 29   | 13    |
| 1999/00 | TOP Oss            | Nederland  | Eerste divisie | 8    | 0     |
| 2000/01 | TOP Oss            | Nederland  | Eerste divisie | 32   | 30    |
| 2001/02 | N.E.C.             | Nederland  | Eredivisie     | 22   | 2     |
| 2002/03 | FC Den Bosch       | Nederland  | Eerste divisie | 33   | 20    |
| 2003/04 | FC Den Bosch       | Nederland  | Eerste divisie | 33   | 25    |
| 2004/05 | SW Bregenz         | Oostenrijk | Bundesliga     | 22   | 11    |
| 2005/06 | FC Zwolle          | Nederland  | Eerste divisie | 26   | 4     |
| 2006/07 | FC Zwolle          | Nederland  | Eerste divisie | 18   | 0     |
| Totaal  | Totaal             | Totaal     | Totaal         | 379  | 141   |

## Interlandcarrière

### Nederland onder 21
Op 8 juni 1993 debuteerde Jansen voor Nederland –21 in een kwalificatiewedstrijd tegen Noorwegen –21 (2 – 1).
| Interlands van Stefan Jansen | Interlands van Stefan Jansen | Interlands van Stefan Jansen | Interlands van Stefan Jansen | Interlands van Stefan Jansen | Interlands van Stefan Jansen |
| №                            | Datum                        | Wedstrijd                    | Uitslag                      | Soort Wedstrijd              | Doelpunten                   |
| Als speler bij Roda JC       | Als speler bij Roda JC       | Als speler bij Roda JC       | Als speler bij Roda JC       | Als speler bij Roda JC       | Als speler bij Roda JC       |
| ---------------------------- | ---------------------------- | ---------------------------- | ---------------------------- | ---------------------------- | ---------------------------- |
| 1.                           | 8 juni 1993                  | Nederland – Noorwegen        | 2 – 1                        | Kwalificatie EK –21          | 0                            |

### Nederland onder 19
Op 29 november 1989 debuteerde Jansen voor Nederland –19 in een kwalificatiewedstrijd tegen Sovjet-Unie –19 (1 – 2).
| Interlands van Stefan Jansen | Interlands van Stefan Jansen | Interlands van Stefan Jansen | Interlands van Stefan Jansen | Interlands van Stefan Jansen | Interlands van Stefan Jansen |
| №                            | Datum                        | Wedstrijd                    | Uitslag                      | Soort Wedstrijd              | Doelpunten                   |
| Als speler bij PSV           | Als speler bij PSV           | Als speler bij PSV           | Als speler bij PSV           | Als speler bij PSV           | Als speler bij PSV           |
| ---------------------------- | ---------------------------- | ---------------------------- | ---------------------------- | ---------------------------- | ---------------------------- |
| 1.                           | 29 november 1989             | Sovjet-Unie – Nederland      | 2 – 1                        | Kwalificatie EK –19          | 0                            |
| 2.                           | 6 december 1989              | Cyprus – Nederland           | 0 – 0                        | Kwalificatie EK –19          | 0                            |
| 3.                           | 7 februari 1990              | Italië – Nederland           | 0 – 2                        | Vriendschappelijk            | 0                            |
| 4.                           | 5 maart 1990                 | Engeland – Nederland         | 0 – 0                        | Vriendschappelijk            | 0                            |
| 5.                           | 12 juni 1990                 | Portugal – Nederland         | 1 – 0                        | Vriendschappelijk            | 0                            |
| 6.                           | 13 juni 1990                 | Spanje – Nederland           | 2 – 2                        | Vriendschappelijk            | 1                            |
| 7.                           | 15 juni 1990                 | Noorwegen – Nederland        | 0 – 1                        | Vriendschappelijk            | 0                            |

## Erelijst

### MetFC Den Bosch
| Competitie              | Winnaar | Winnaar |
| Competitie              | Aantal  | Jaren   |
| ----------------------- | ------- | ------- |
| Nationaal               |         |         |
| Kampioen Eerste divisie | 1x      | 2003/04 |

### Individueel
| Competitie               | Winnaar | Winnaar      |
| Competitie               | Aantal  | Jaren        |
| ------------------------ | ------- | ------------ |
| Nationaal                |         |              |
| Topscorer Eerste divisie | 1x      | 2000/01 (30) |